# Tressandans
Tressandans est une commune française située dans le département du Doubs, la région culturelle et historique de Franche-Comté et la région administrative Bourgogne-Franche-Comté.
Elle fait partie des communes ayant reçu l’étoile verte espérantiste, distinction remise aux maires de communes recensant des locuteurs de la langue construite espéranto[réf. nécessaire].

## Géographie

### Climat
Pour des articles plus généraux, voir Climat de la Bourgogne-Franche-Comté et Climat du Doubs.
En 2010, le climat de la commune est de type climat de montagne, selon une étude du Centre national de la recherche scientifique s'appuyant sur une série de données couvrant la période 1971-2000. En 2020, Météo-France publie une typologie des climats de la France métropolitaine dans laquelle la commune est exposée à un climat semi-continental et est dans la région climatique  Lorraine, plateau de Langres, Morvan, caractérisée par un hiver rude (1,5 °C), des vents modérés et des brouillards fréquents en automne et hiver. 
Pour la période 1971-2000, la température annuelle moyenne est de 10,3 °C, avec une amplitude thermique annuelle de 17,3 °C. Le cumul annuel moyen de précipitations est de 1 104 mm, avec 13,3 jours de précipitations en janvier et 10,1 jours en juillet. Pour la période 1991-2020, la température moyenne annuelle observée sur la station météorologique de Météo-France la plus proche, « Villersexel Sa », sur la commune de Villersexel à 10 km à vol d'oiseau, est de 10,8 °C et le cumul annuel moyen de précipitations est de 1 037,9 mm. 
La température maximale relevée sur cette station est de 38,4 °C, atteinte le 8 août 2003 ; la température minimale est de −19,4 °C, atteinte le 20 décembre 2009,,. 
Les paramètres climatiques de la commune ont été estimés pour le milieu du siècle (2041-2070) selon différents scénarios d'émission de gaz à effet de serre à partir des nouvelles projections climatiques de référence DRIAS-2020. Ils sont consultables sur un site dédié publié par Météo-France en novembre 2022.

## Urbanisme

### Typologie
Au 1er janvier 2024, Tressandans est catégorisée commune rurale à habitat très dispersé, selon la nouvelle grille communale de densité à 7 niveaux définie par l'Insee en 2022.
Elle est située hors unité urbaine et hors attraction des villes,.

### Occupation des sols
L'occupation des sols de la commune, telle qu'elle ressort de la base de données européenne d’occupation biophysique des sols Corine Land Cover (CLC), est marquée par l'importance des territoires agricoles (78,3 % en 2018), en diminution par rapport à 1990 (82,9 %). La répartition détaillée en 2018 est la suivante : 
terres arables (40,9 %), prairies (37,1 %), forêts (17 %), zones industrielles ou commerciales et réseaux de communication (4,7 %), zones agricoles hétérogènes (0,2 %). L'évolution de l’occupation des sols de la commune et de ses infrastructures peut être observée sur les différentes représentations cartographiques du territoire : la carte de Cassini (XVIIIe siècle), la carte d'état-major (1820-1866) et les cartes ou photos aériennes de l'IGN pour la période actuelle (1950 à aujourd'hui).

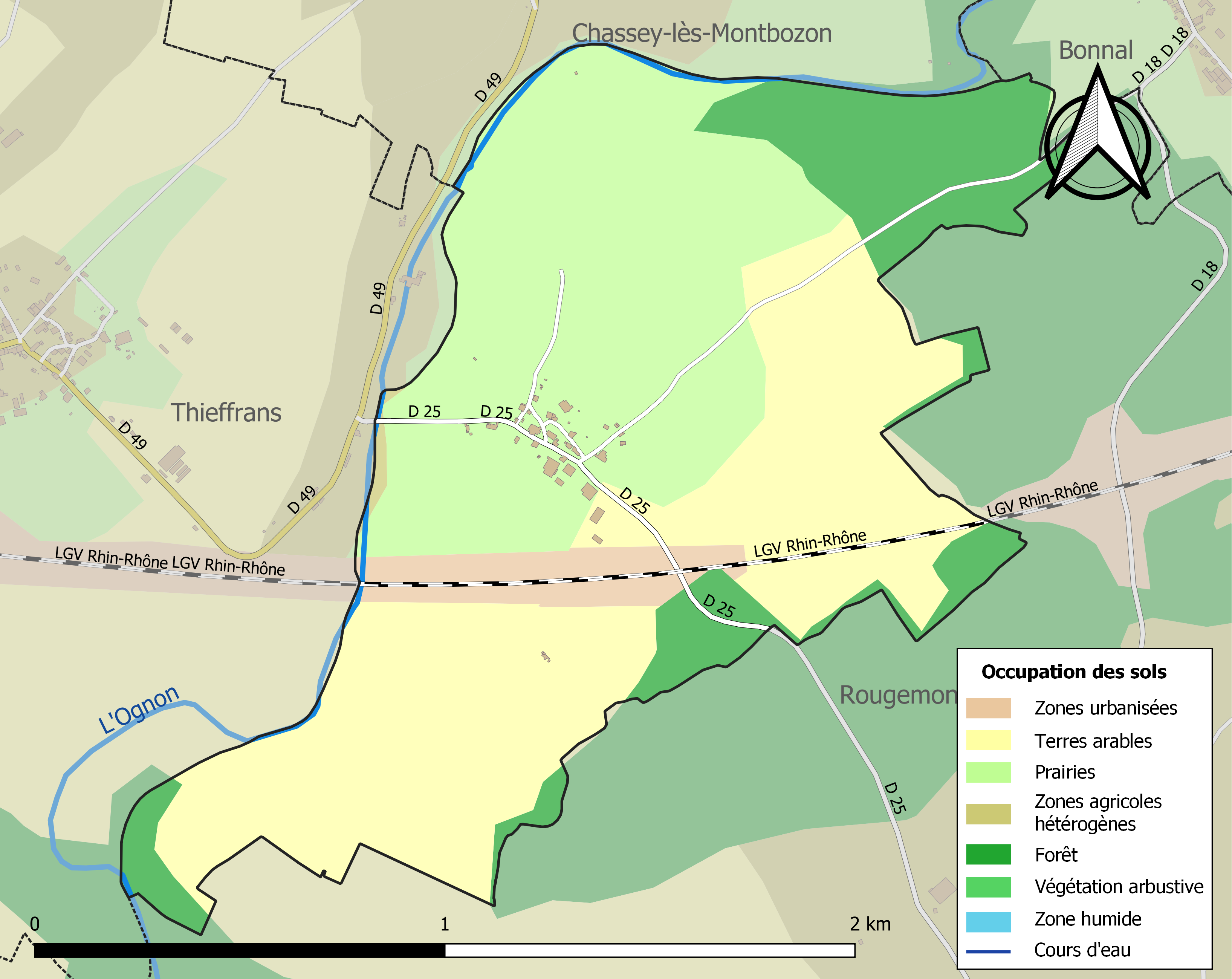
Carte des infrastructures et de l'occupation des sols de la commune en 2018 (CLC).

## Toponymie
Trascendans en 1263 ; Trassandans en 1467 ; Tressandans en 1584 ; Trassendans en 1614 ; Trescendans en 1682 ; Tressandans depuis 1748.

## Histoire

### Époque moderne

#### Avant la conquête française
En 1654, 4 ménages sont recensés à Trascendans.
Estienne GODIN, Adam VUILLEMIN, Anthoine STENEY Pierre-Claude PREVOSTEZ. 

En 1657, 6 ménages soit 36 personnes sont recensées dont 1 ménage de manants.

## Politique et administration

### Rattachements administratifs et électoraux
La commune fait partie de l'arrondissement de Besançon du département du Doubs,  en région Bourgogne-Franche-Comté. Pour l'élection des députés, elle dépend de la troisième circonscription du Doubs.
Elle faisait partie depuis 1793 du canton de Rougemont. Dans le cadre du redécoupage cantonal de 2014 en France, la commune est désormais membre du canton de Baume-les-Dames.

### Intercommunalité
La commune a adhéré en 2001 à la communauté de communes du Pays de Villersexel, principalement située en Haute-Saône.

### Liste des maires
| Période                                  | Période   | Identité                    | Étiquette | Qualité                                   |
| ---------------------------------------- | --------- | --------------------------- | --------- | ----------------------------------------- |
| Les données manquantes sont à compléter. |           |                             |           |                                           |
| an IX                                    | 1828      | Claude Joseph Siroutot      |           |                                           |
| 1828                                     | 1831      | Claude Victor Guilloz       |           |                                           |
| 1832                                     | 1846      | Jean Antoine Grélier        |           |                                           |
| 1847                                     | 1854      | Charles Alexandre Petrement |           |                                           |
| 1855                                     | 1870      | Joseph Voynet               |           |                                           |
| 1871                                     | 1882      | Jean François Guilloz       |           |                                           |
| 1882                                     | 1883      | Pierre Joseph Voynet        |           |                                           |
| 1884                                     | 1888      | Charles Coilley             |           |                                           |
| 1889                                     | 1890      | Hippolyte Coilley           |           |                                           |
| 1891                                     | 1892      | Louis Marie Morizot         |           |                                           |
| 1893                                     | 1903      | Léon Voynet                 |           |                                           |
| 1904                                     | 1908      | Camille Vaudrey             |           |                                           |
| 1909                                     | 1912      | Armand Voynet               |           |                                           |
| 1921                                     | 1936      | Vaudrey                     |           |                                           |
| mars 1959                                | mars 1983 | Gilbert Devaux              |           |                                           |
| mars 1983                                | juin 1995 | Michel Morisot              | DVD       |                                           |
| Les données manquantes sont à compléter. |           |                             |           |                                           |
| mars 2001                                | mai 2020  | Jacques Ricciardetti        | FN        | Employé - Conseiller régional depuis 2015 |
| mai 2020                                 | En cours  | Thierry Maire ,             |           |                                           |

## Démographie
L'évolution du nombre d'habitants est connue à travers les recensements de la population effectués dans la commune depuis 1793. Pour les communes de moins de 10 000 habitants, une enquête de recensement portant sur toute la population est réalisée tous les cinq ans, les populations de référence des années intermédiaires étant quant à elles estimées par interpolation ou extrapolation. Pour la commune, le premier recensement exhaustif entrant dans le cadre du nouveau dispositif a été réalisé en 2005.

En 2022, la commune comptait 28 habitants, en évolution de +16,67 % par rapport à 2016 (Doubs : +1,88 %, France hors Mayotte : +2,11 %).
| 1793 | 1800 | 1806 | 1821 | 1831 | 1836 | 1841 | 1846 | 1851 |
| ---- | ---- | ---- | ---- | ---- | ---- | ---- | ---- | ---- |
| 104  | 124  | 118  | 103  | 129  | 124  | 129  | 141  | 126  |

| 1856 | 1861 | 1866 | 1872 | 1876 | 1881 | 1886 | 1891 | 1896 |
| ---- | ---- | ---- | ---- | ---- | ---- | ---- | ---- | ---- |
| 85   | 108  | 109  | 108  | 96   | 97   | 84   | 78   | 71   |

| 1901 | 1906 | 1911 | 1921 | 1926 | 1931 | 1936 | 1946 | 1954 |
| ---- | ---- | ---- | ---- | ---- | ---- | ---- | ---- | ---- |
| 68   | 84   | 75   | 63   | 55   | 61   | 58   | 57   | 57   |

| 1962 | 1968 | 1975 | 1982 | 1990 | 1999 | 2005 | 2006 | 2010 |
| ---- | ---- | ---- | ---- | ---- | ---- | ---- | ---- | ---- |
| 49   | 49   | 32   | 27   | 27   | 30   | 35   | 36   | 34   |

| 2015 | 2020 | 2022 | - | - | - | - | - | - |
| ---- | ---- | ---- | - | - | - | - | - | - |
| 25   | 28   | 28   | - | - | - | - | - | - |

## Culture locale et patrimoine

### Lieux et monuments
- Les deux ponts sur l'Ognon : 
  - Le pont routier reliant la commune à celle de Thieffrans.
  - Le pont ferroviaire de la ligne TGV Rhin-Rhône.
- Le lavoir couvert.

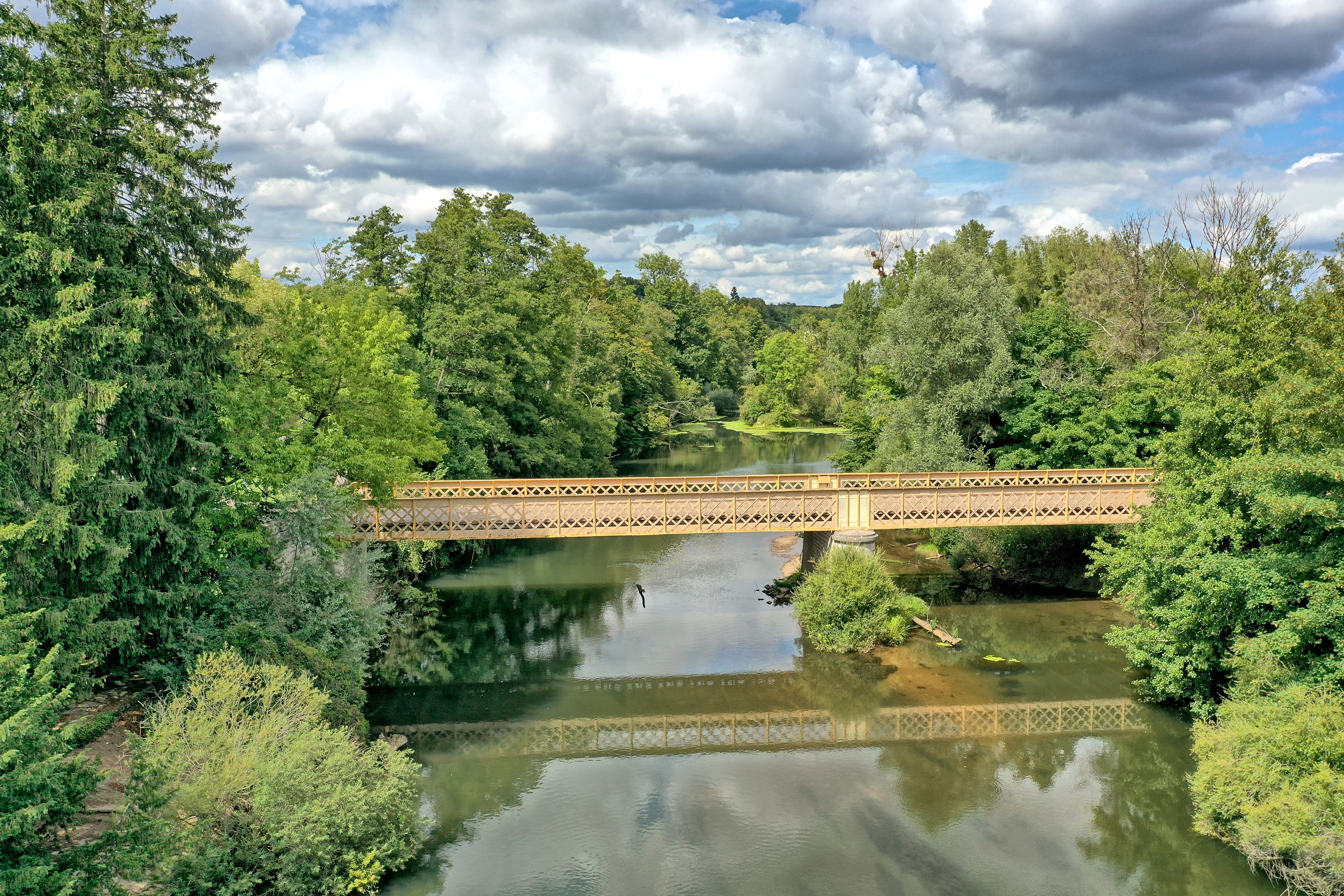
Le pont routier.
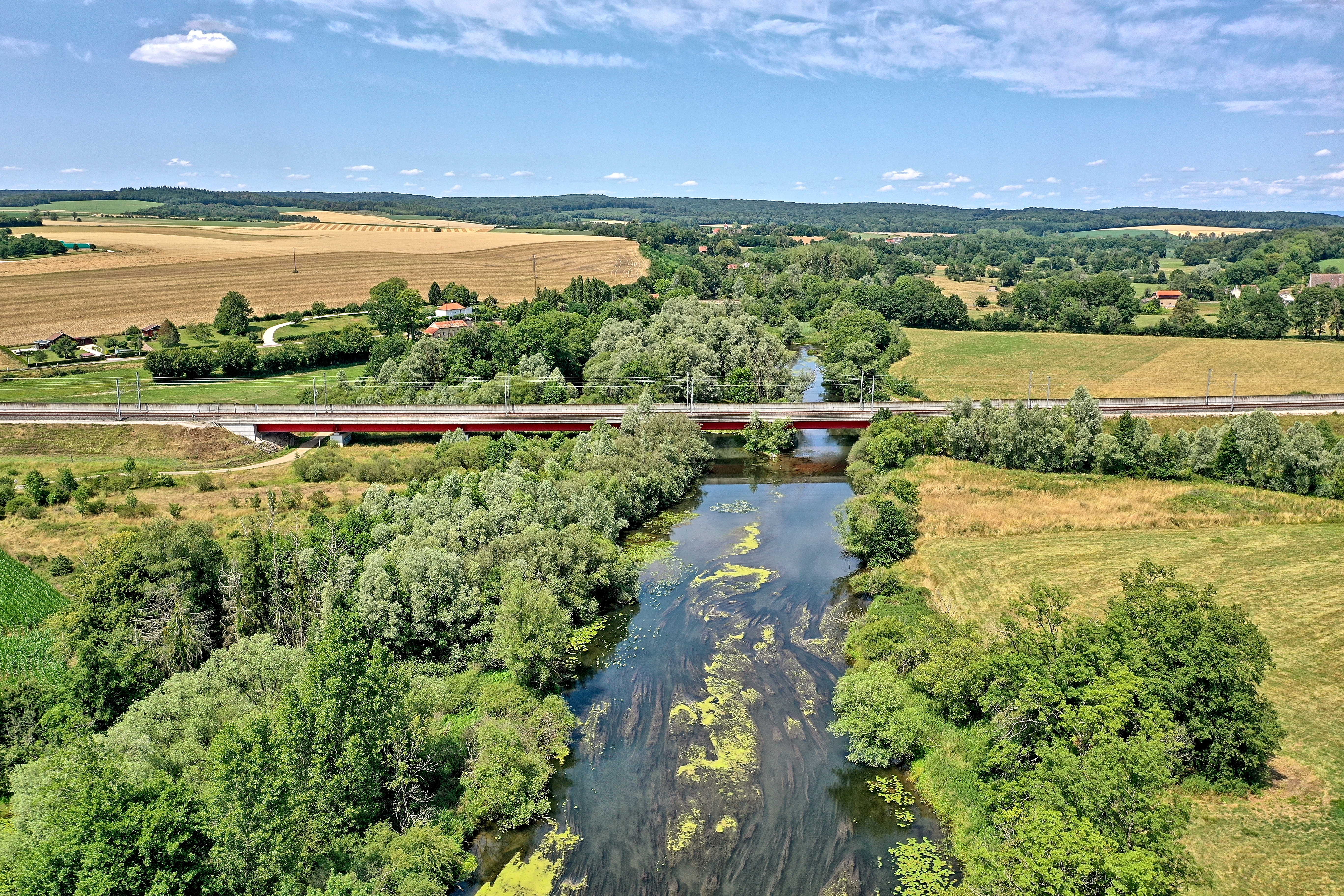
Le pont de la LGV.
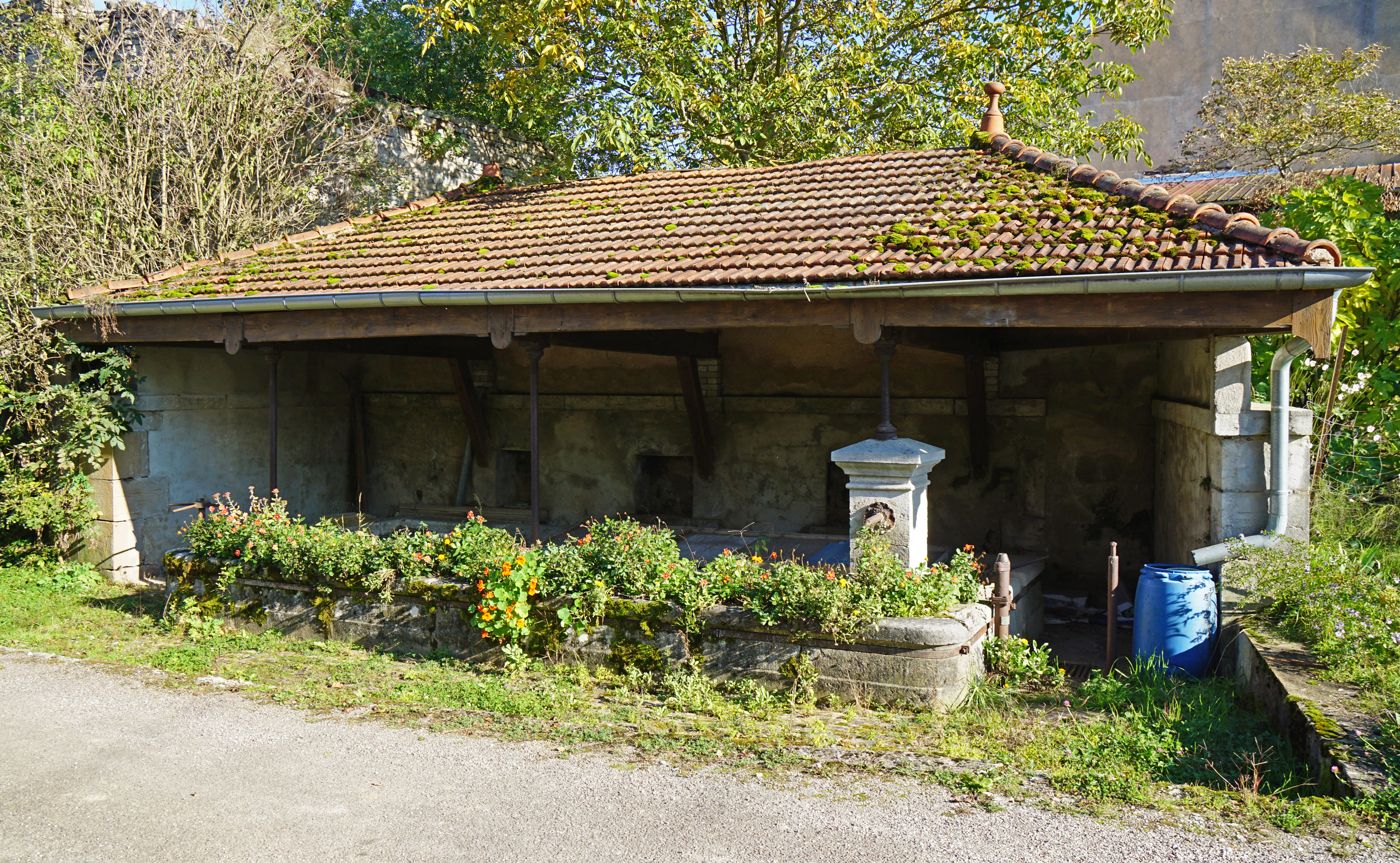
Le lavoir.
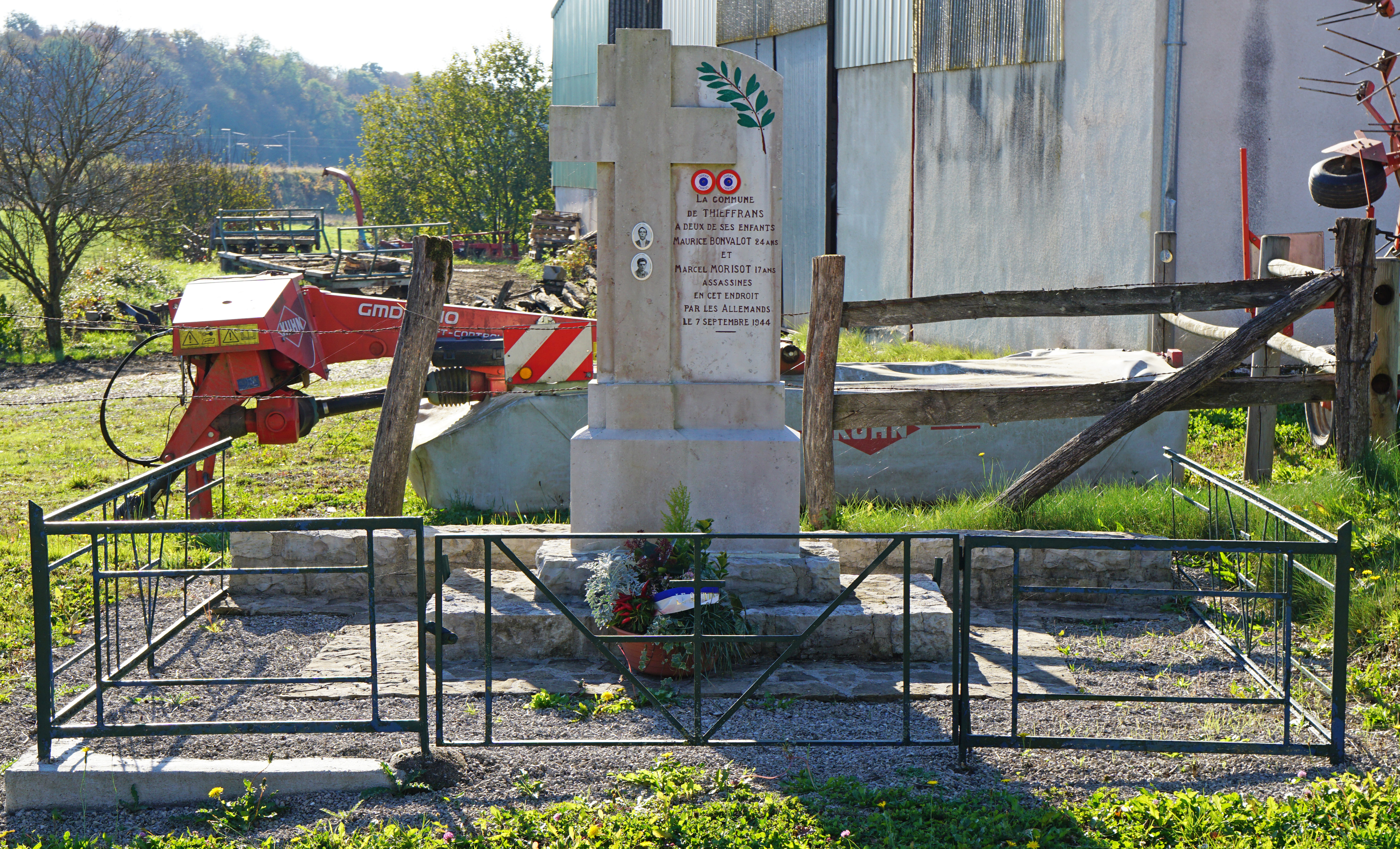
Le monument aux morts de Thieffrans à l'entrée de Tressandans.
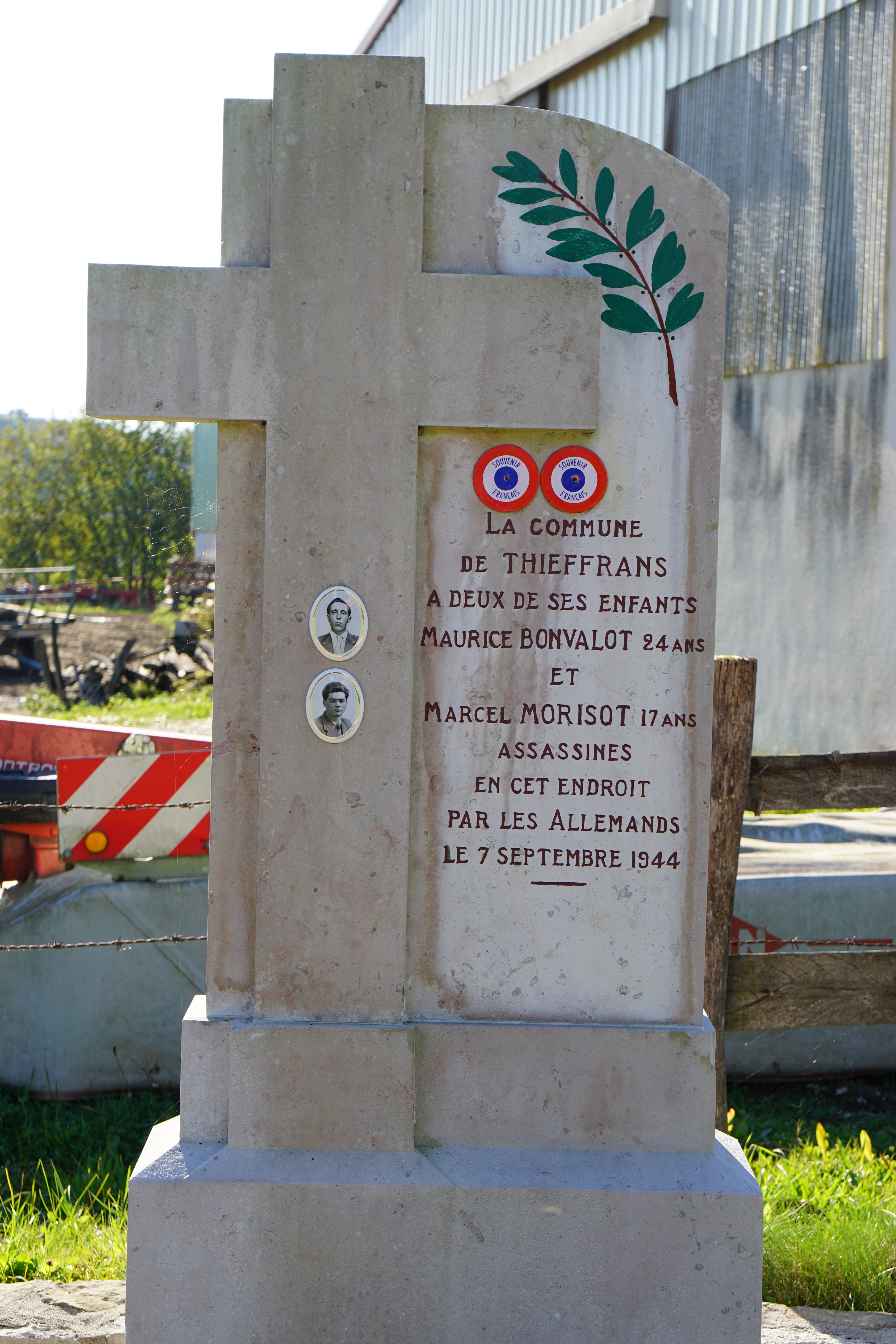
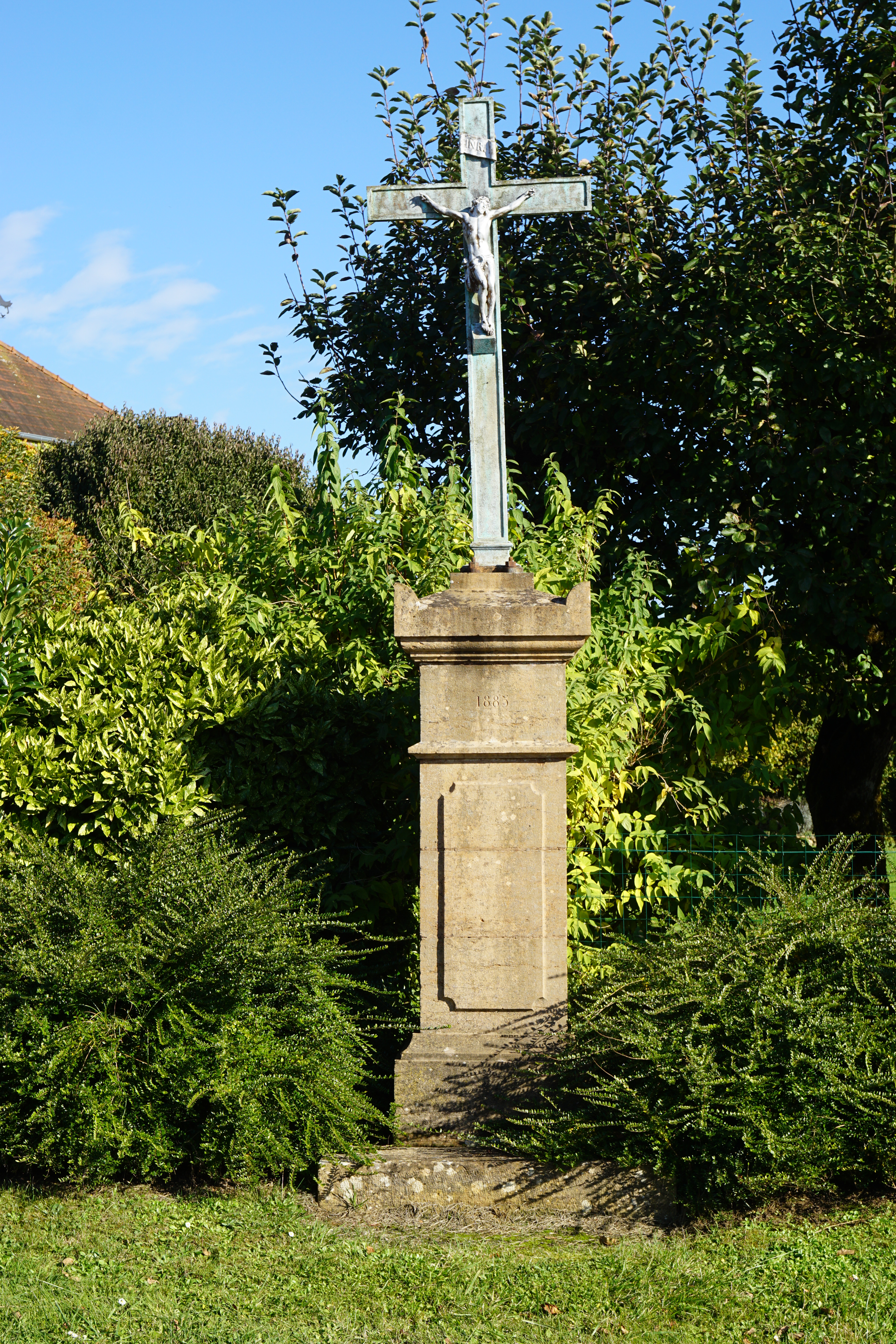
Croix.
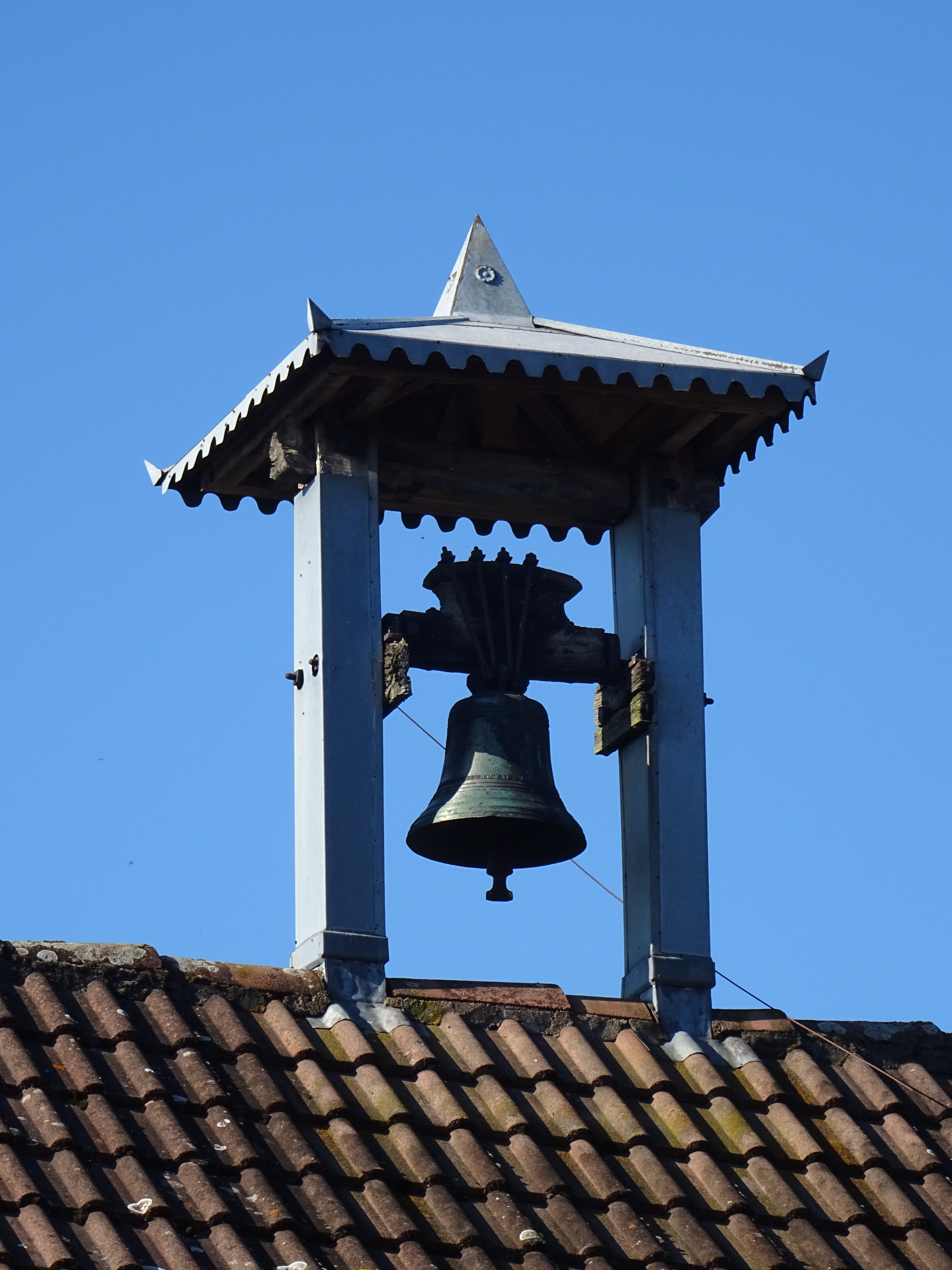
Cloche de la mairie.